# أمجد خان (لاعب كريكت أمريكي)
أمجد خان (21 أغسطس 1966 في الهند - ) (بالإنجليزية: Amjad Khan)‏ هو لاعب كريكت أمريكي. شارك مع منتخب الولايات المتحدة الوطني للكريكت. أما مع النوادي، فقد لعب مع Jammu and Kashmir cricket team ‏.

## وصلات خارجية
- أمجد خان على موقع إي آس بي آن كريك إنفو (الإنجليزية)